# Evropská silnice E501
E501 je evropská silnice třídy B ve Francii. Spojuje města Le Mans a Angers.

## Trasa
- Francie
  - Le Mans: E50, E402, E502
  - Angers